# Spododes authades
Spododes authades là một loài bướm đêm trong họ Geometridae.